# 1950 na literatura

## Nascimentos
| Data           | Nome                 | Profissão                      | Nacionalidade  | Observações | Ref |
| -------------- | -------------------- | ------------------------------ | -------------- | ----------- | --- |
| 30 de Janeiro  | Lucila Nogueira      | escritora, editora e tradutora | Brasil         |             |     |
| 4 de Abril     | Charles Bernstein    | escritor, editor e professor   | Estados Unidos |             |     |
| 10 de abril    | Tessy Callado        | atriz e escritora              | Brasil         |             |     |
| 24 de Junho    | Mercedes Lackey      | escritora                      | Estados Unidos |             |     |
| 2 de Julho     | Stephen R. Lawhead   | escritor                       | Estados Unidos |             |     |
| 12 de Setembro | Delasnieve Daspet    | escritora                      | Brasil         |             |     |
| 6 de Outubro   | David Brin           | escritor                       | Estados Unidos |             |     |
| 6 de outubro   | Celso Lungaretti     | jornalista e escritor          | Brasil         |             |     |
|                | Pedro Juan Gutiérrez | escritor                       | Cuba           |             |     |

## Mortes
| Data           | Nome                 | Profissão           | Nacionalidade  | Observações | Ref |
| -------------- | -------------------- | ------------------- | -------------- | ----------- | --- |
| 21 de Janeiro  | George Orwell        | escritor            | Inglaterra     | n. 1903     |     |
| 19 de Março    | Edgar Rice Burroughs | escritor            | Estados Unidos | n. 1875     |     |
| 6 de Setembro  | Olaf Stapledon       | filósofo e escritor | Inglaterra     | n. 1886     |     |
| 29 de setembro | Abel Hermant         | escritor            | França         | n. 1862     |     |
| 2 de Novembro  | George Bernard Shaw  | escritor            | Irlanda        | n. 1856     |     |

## Prémios literários
- Nobel de Literatura - Bertrand Russell.
- Prémio Machado de Assis - Eugênio Gomes